# مشك أباد جديد
مشك أباد جديد هي قرية في مقاطعة هشترود، إيران. في تعداد عام 2006، لوحظ وجودها، ولكن لم يتم الإبلاغ عن سكانها.